# 巴道尔
巴道尔（Bhadaur），是印度旁遮普邦Sangrur县的一个城镇，总人口16818（2001年）。

## 人口
该地2001年总人口16818人，其中男性8927人，女性7891人；0—6岁人口2178人，其中男1204人，女974人；识字率50.18%，其中男性为53.89%，女性为45.98%。